# Babati Ferenc (labdarúgó)
Babati Ferenc (Zalaegerszeg, 1972. június 6. –) magyar bajnok labdarúgó, középpályás.

## Pályafutása
Az Újpesti TE csapatában mutatkozott be az élvonalban 1996. augusztus 10-én a III. Kerületi TVE ellen, ahol csapata 3–2-re győzött. 1996 és 1998 között 43 bajnoki mérkőzésen szerepelt és három gólt szerzett. Tagja volt az 1997–98-as idényben bajnokságot nyert csapatnak. 1998 és 2005 között a Zalaegerszeg labdarúgója volt és 164 élvonalbeli mérkőzésen lépett pályára és két gólt szerzett. A 2001–02-es bajnokcsapat tagja volt. Utolsó élvonalbeli mérkőzésén a Debrecen ellen 2–1-re győzött csapata. 2002 tavaszán kettős játék engedéllyel az NB I/B-ben szereplő Hévíz FC csapatában is játszott.

## Sikerei, díjai
- Magyar bajnokság
  - bajnok: 1997–98, 2001–02
  - 2.: 1996–97
- Magyar kupa
  - döntős: 1998